# Lagoptera elliptimacula
Lagoptera elliptimacula är en fjärilsart som beskrevs av Embrik Strand 1914. Lagoptera elliptimacula ingår i släktet Lagoptera och familjen nattflyn. Inga underarter finns listade i Catalogue of Life.